# Gnjili Potok
Gnjili Potok (en serbe cyrillique : Гњили Поток) est un village du nord-est du Monténégro, dans la municipalité d'Andrijevica.

## Démographie

### Évolution historique de la population
| 1948 | 1953 | 1961 | 1971 | 1981 | 1991 | 2003 |
| ---- | ---- | ---- | ---- | ---- | ---- | ---- |
| 325  | 281  | 281  | 262  | 199  | 190  | 111  |